# Международные отношения НАТО
| Члены НАТО План действий по членству | Партнёр с расширенными возможностями Индивидуальный план партнёрства Партнёрство во имя мира |

Члены НАТО
План действий по членству
Партнёр с расширенными возможностями
Индивидуальный план партнёрства
Партнёрство во имя мира

НАТО (Организация Североатлантического договора) поддерживает международные отношения со многими странами, не входящими в нее, по всему миру. НАТО реализует ряд программ, которые обеспечивают основу для партнерства между ней и странами, не являющимися ее членами, обычно в зависимости от местоположения этой страны. К ним относятся Совет евроатлантического партнерства и Партнёрство во имя мира.

## Страны

### Исландия
В период холодной войны вопрос членства Исландии в организации поднимался несколько раз, начиная с акций протеста 1949 года.
В начале 1970-х годов Советский Союз активизировал попытки добиться выхода страны из НАТО и её нейтрального внеблокового статуса, поскольку она представляла собой стратегически важный опорный пункт и транзитный хаб для флотов и авиации США и Великобритании в Северной Атлантике, где помимо стоянки кораблей и перегрузки различного военного имущества, мог осуществляться ремонт кораблей, стоянка и дозаправка стратегической авиации и многие другие транспортно-логистические операции. Кроме того, там расположены станции разведки и слежения за действиями подводных сил советского флота в Атлантике. Аргументация для продолжения пребывания нескольких тысяч военнослужащих американского контингента на острове была весьма простой, по утверждению руководства альянса, в том случае, если американские войска покинут Исландию, то у советского руководства появится соблазн её оккупировать (по их сведениям, ВМФ СССР располагал крупными силами морской пехоты для проведения такого рода операций). Опасения руководства НАТО усилились после того как между СССР и Исландией было подписано соглашение о торговле и после того как исландское правительство начало предъявлять претензии Великобритании о разграничении зон рыболовного промысла. В 1973 году, в ходе декабрьского саммита НАТО в Брюсселе, министры обороны стран-участниц альянса подписали совместный меморандум о недопустимости выхода Исландии из состава НАТО и обеспечения принудительного соблюдения данного решения в случае возникновения разногласий или экстренных ситуаций. Острота ситуации выразилась в прекращении авиационного сообщения с островом крупнейшим авиаперевозчиком. Американский Совет по гражданской авиации последовательно удовлетворил запросы авиакомпании Pan American World Airways в 1971 и 1973 году, о приостановлении гражданского авиасообщения между Рейкьявиком и Хельсинки сначала с 15 октября 1972 по 17 мая 1973 года, а затем о временном прекращении авиасообщения с Исландией с октября 1973 по май 1974 года.

### СССР, Россия

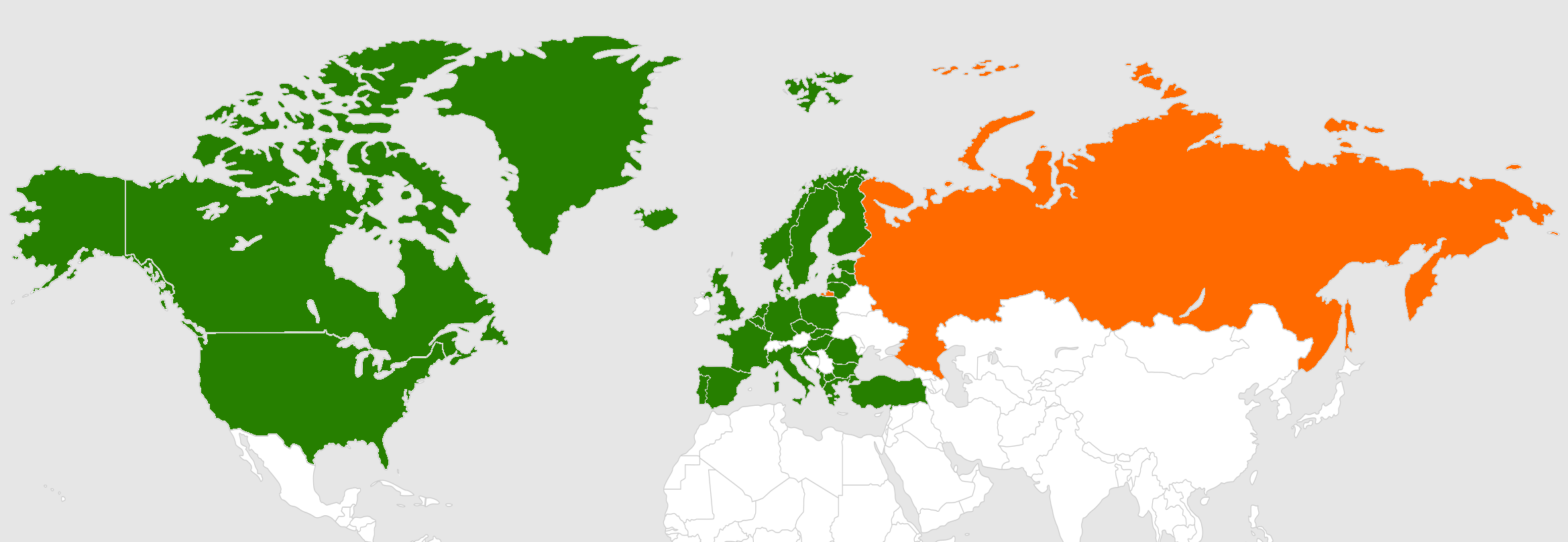
Члены НАТО
Россия

Создание блока в 1949 году СССР воспринял как угрозу собственной безопасности. В 1954 году в Берлине на совещании министров иностранных дел США, Великобритании, Франции и СССР советских представителей заверяли в том, что НАТО является сугубо оборонительной организацией. В ответ на призывы к сотрудничеству СССР 31 марта 1954 года направил ноту с предложением рассмотреть «совместно с заинтересованными правительствами вопрос об участии СССР в Североатлантическом договоре», однако эта инициатива была отклонена в ответной ноте утверждением, что организация является «больше, чем военной» и такое предложение «противоречит самим принципам, от которых зависит система обороны и безопасность западных государств». В ответ Советский Союз образовал 14 июня 1955 года военный блок из государств, проводивших просоветскую политику, — Варшавский договор, существовавший 36 лет.
После крушения блока 6 стран Соцлагеря в декабре 1989 года, объединения Германии в октябре 1990 года и распада Организации Варшавского договора в июле, а затем СССР в декабре 1991 г. кончилась «холодная война». C 20 сентября 1995 года продолжился процесс приёма новых членов в Альянс.
7 июня 2007 года президент России подписал федеральный закон № 99 «О ратификации соглашения между государствами — участниками Североатлантического договора и другими государствами, участвующими в программе „Партнёрство ради мира“, о статусе Сил от 19 июня 1995 года и Дополнительного протокола к нему».
В январе 2008 года к исполнению обязанностей главы Постоянного представительства России при НАТО приступил Дмитрий Рогозин. 23 сентября 2008 года Россия выразила протест в связи с подписанием в этот день «декларации о сотрудничестве между секретариатами НАТО и ООН». Декларацию подписали Яп де Хоп Схеффер и Пан Ги Мун.
5 марта 2009 года министры иностранных дел стран-членов НАТО объявили о возобновлении отношений с Россией, прекращённых после войны в Грузии 7-12 августа 2008 г.
В июле 2009 года помощник госсекретаря США по делам Европы и Евразии Филипп Гордон заявил, что США готовы рассмотреть вопрос о присоединении России к НАТО на определённых условиях. Ранее президент России Дмитрий Медведев отмечал, что присоединение России к НАТО пока невозможно, однако «мы хотим нормальных отношений с Североатлантическим альянсом. Мы готовы развивать партнёрские отношения с альянсом».
Россия сотрудничает с НАТО по вопросу военной операции в Афганистане. Российская сторона заключила с США и Германией соглашения о транзите через свою территорию военных грузов для войск, участвующих в Международных силах содействия безопасности. В октябре 2009 года заместитель директора государственной корпорации Ростехнологии Дмитрий Шугаев заявил, что Россия может на коммерческих условиях предоставить силам НАТО в Афганистане вертолётную технику. По словам бывшего начальника Генерального штаба российских вооружённых сил Николая Макарова, долгосрочные интересы России и НАТО в Афганистане совпадают, и Россия заинтересована в успешных действиях многонациональной группировки.
1 апреля 2014 министры иностранных дел стран НАТО остановили военное сотрудничество с Россией из-за аннексии Крыма, однако НАТО продолжает кооперацию в Совете России — НАТО на дипломатическом уровне послов.
18 октября 2021 года было заявлено, что Россия приостановит работу своего постоянного представительства при НАТО, и что работа военной миссии НАТО в России также будет приостановлена, Россия отзовёт аккредитацию её сотрудников.
21 ноября 2022 года генсек НАТО Йенс Столтенберг во время заседания парламентской ассамблеи альянса в Мадриде заявил, о невозможности диалога с Россией.
«Пока Россия будет продолжать вести себя так, как ведет сейчас, особенно в отношении Украины, нет возможности для содержательного диалога» — сообщил генсек НАТО.
18 февраля 2022 года немецкое издание Der Spiegel опубликовало статью за авторством Клауса Вигрефе, в которой содержится сообщение о новой находке — документе 1991 года, свидетельствующем о том, что страны Запада обсуждали вопрос о нерасширении НАТО на восток. Однако по итогам переговоров никакие обязывающие договорённости не были заключены. 19 мая 2022 года государственный секретарь США Энтони Блинкен заявил, что в 1990-е годы Россия отклонила предложение вступить в НАТО.
После начала российской агрессии на Украине 24 февраля 2022 года НАТО приняло решение увеличить численность военного контингента в Восточной Европе в десять раз, обосновывая это необходимостью увеличения мер по безопасности и коллективной обороне членов альянса. В марте 2022 численность военнослужащих под прямым контролем НАТО, без учёта кибервойск, космических войск, ВВС и ВМФ увеличилась с 4000 до 40 000, а силы быстрого реагирования до 10 000 человек.

### Белоруссия
Белоруссия участвует в Совете евро-атлантического партнёрства с 1992 (от 1997 — Совет Североатлантического сотрудничества), в программе «Партнёрства ради мира» — с 1995. Постоянное представительство Республики Беларусь при НАТО создано в 1998 году.

### Казахстан
С 2003 года на территории Казахстана регулярно проводятся международные миротворческие учения. В них участвуют военные контингенты стран — членов НАТО и стран СНГ (без России). В Казахстане по стандартам НАТО идёт обучение контингента миротворческого батальона «Казбат». По мнению некоторых экспертов, профильная работа НАТО в Казахстане, который имеет наиболее продвинутый уровень кооперации с Североатлантическим альянсом, представляется масштабной. Обусловлено это не только относительной развитостью институтов гражданского общества в республике, но и наличием более солидных ресурсов в осуществлении декларируемой многовекторной внешней политики и уже существующего разнообразия форматов кооперации с НАТО. Помимо военно-технического сотрудничества, в отношениях между Казахстаном и НАТО приоритетными направлениями являются такие аспекты публично-дипломатического характера, как:
1. взаимодействие между военными учебными институтами;
2. консультации со стороны альянса в области профессиональной подготовки и образования;
3. консультации по реформированию системы военного образования с учётом стандартов стран НАТО;
4. содействие в подготовке военных кадров[23].

### Украина
Взаимоотношения Украины и НАТО официально были установлены в 1992 году, когда Украина после получения независимости присоединилась к Совету североатлантического сотрудничества, позднее переименованному в Совет евро-атлантического партнёрства.
Несколько лет спустя, в 1994 году, Украина присоединилась к программе «Партнёрство ради мира» (первой среди стран СНГ) и вскоре продемонстрировала готовность участвовать в системе евро-атлантической безопасности, поддержав операции НАТО на Балканах в 1990-х.
В 1997 году взаимоотношения Украины и НАТО перешли на качественно новый уровень — была подписана «Хартия об особом партнёрстве НАТО и Украины», в Киеве открылся первый в Восточной Европе Центр информации и документации НАТО. С принятием в ноябре 2002 года Плана действий НАТО-Украина взаимоотношения ещё более укрепились, в рамках этого плана стали разрабатываться ежегодные Целевые планы Украина-НАТО.
21 апреля 2005 года в Вильнюсе в рамках неформальной встречи глав МИД стран НАТО прошло заседание комиссии «Украина-НАТО», открывшее новый этап в отношениях Украины с альянсом — «интенсивный диалог», который призван был стать первым шагом на пути вхождения Украины в НАТО.
11 августа 2006 года пресс-служба нового украинского правительства, которое возглавил Виктор Янукович, сообщила, что Украина откладывает принятие «плана действий по членству в НАТО». 14 сентября Виктор Янукович посетил с рабочим визитом Брюссель, где сделал программное заявление о неготовности Украины к вступлению в НАТО. Как он заявил, новое украинское правительство «не намерено расширять сотрудничество с НАТО», не беря на себя никаких обязательств в рамках реализации так называемого «Плана действий по членству в НАТО» (ПДЧ).
21 августа 2009 года в штаб-квартире НАТО была подписана Декларация о дополнении к Хартии об особом партнёрстве.
С приходом к власти на Украине в феврале 2010 года Виктора Януковича вопрос о вступлении Украины в НАТО был заморожен. В апреле 2010 года Янукович подписал указы, которыми ликвидировал межведомственную комиссию по вопросам подготовки Украины к вступлению в НАТО и национальный центр по вопросам евро-атлантической интеграции, заявив, однако, что отношения Украины с НАТО будут сохранены на уровне, достигнутом при президенте Викторе Ющенко.
22 февраля 2013 года Украина официально присоединилась к операции НАТО по противодействию пиратству «Океанский Щит». По состоянию на 2013 год, Украина является единственным государством-партнёром альянса, которая принимает участие во всех его операциях.
После аннексии Крыма Россией (международно признанным как оккупация территорий Украины) и начала войны на Донбассе Украина значительно увеличила скорость интеграции в структуры и программы альянса. Согласно новой редакции Военной доктрины Украины, принятой при президенте Петре Порошенко и обнародованной 24 сентября 2015 года на официальном сайте президента Украины, Украина считает приоритетной задачей углубление сотрудничества с НАТО и достижение до 2020 года полной совместимости ВСУ с соответствующими силами стран-членов НАТО. Отказываясь от внеблокового статуса, Украина намерена изменить подходы к обеспечению национальной безопасности, уделяя приоритет «участию в усовершенствовании и развитии евро-атлантической и европейской систем коллективной безопасности».
В феврале 2018 года министр обороны Украины Степан Полторак заявил о выполнении Украиной на 90 % плана по адаптации Вооружённых сил Украины к стандартам НАТО, а к 2020 году ожидается полностью завершить реформирование.
10 марта 2018 года стала кандидатом на вступление в альянс.
22 ноября 2018 года украинский парламент 311 голосами принял законопроект № 9037 «О внесении изменений в Конституцию Украины о необратимости курса Украины на европейскую и евро-атлантическую интеграцию».
12 июня 2020 года НАТО предоставило Украине статус партнёра расширенных возможностей (Enhanced Opportunities Partner, EOP).
На саммите в Брюсселе в июне 2021 лидеры НАТО вновь не предоставили Украине План действий по членству в НАТО (ПДЧ) как и в 2008 году, однако подтвердили решение, принятое на Бухарестском саммите 2008 года, о том, что Украина станет членом Альянса с ПДЧ как неотъемлемой частью процесса и правом Украины самостоятельно определять свое будущее и внешнюю политику, без вмешательства извне.
При этом главные европейские члены НАТО используют альянс, чтобы не принимать существенных обязательств национального уровня перед Украиной, которые могут быть негативно восприняты Россией.
30 сентября 2022 года Президент Украины Владимир Зеленский на фоне аннексии оккупированных территорий Украины Россией подписал заявку Украины на вступление в НАТО в ускоренном порядке.

### Грузия
20 августа 2008 года глава МИД Бельгии Карел де Гюхт по поводу дальнейшего сотрудничества НАТО и Грузии заявил, что принимать в члены НАТО «страну, которая иногда проявляет себя путём не очень контролируемых действий, это само по себе рискованно».
В декабре 2008 года на заседании Совета НАТО не было принято решение о предоставлении Грузии Плана действий по членству в альянсе.
В августе 2009 года глава Центра исследований восточной геополитики Лауринас Касчюнас заявил: «Хотя после конфликта в Южной Осетии в одно время казалось, что членство Грузии в НАТО можно было бы ускорить, но в конце концов, конфликт эту перспективу отдалил. Членство в НАТО сейчас — очень далёкий сценарий».
В 2012 году генеральный секретарь НАТО Андерс Фог Расмуссен, находясь в Тбилиси, заявил, что Грузия близка к альянсу как никогда.

### Страны Персидского залива
11 декабря 2014 года Совет сотрудничества арабских государств Персидского залива заключил соглашение с НАТО о совместных действиях по обеспечению безопасности доставки энергоресурсов на мировые рынки.